# Langøyene

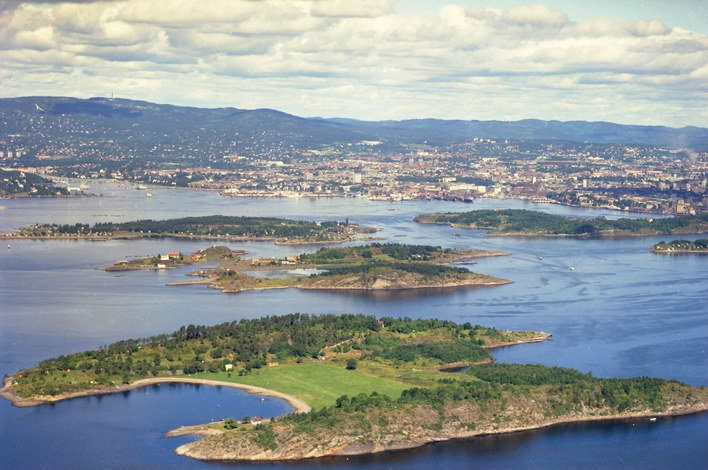
Langøyene (vooraan) in 1965

Langøyene (Noors voor ‘Lange eilanden’) is een eiland in het Bunnefjord, een deel van het Oslofjord in Noorwegen. Het heeft een oppervlakte van 0,3 km². Langøyene heeft een bootverbinding met de Aker Brygge in Oslo, via de eilanden Hovedøya en Gressholmen. Dit veer vaart dagelijks eenmaal per uur. Ten zuiden van Langøyene ligt het eilandje Husbergøya, dat een natuurreservaat is.

## Geschiedenis
Zoals de naam aangeeft, bestond Langøyene oorspronkelijk uit twee eilanden, Søndre Langøya en Nordre Langøya. Deze werden in 1902 door het stadsbestuur van het toenmalige Kristiania afgekocht van de gemeente Nesodden. Van 1908 tot 1948 deed Langøyene dienst als de gemeentelijke vuilnisbelt van Oslo, maar bleef tezelfdertijd een recreatie-eiland voor dagtoeristen. 
In 1908 veroorzaakte het gebruik van Langøyene als stortplaats aanzienlijke verontreiniging in het omgevende fjord, doordat de vuilnis in de straat tussen Søndre en Nordre Langøya in het water sijpelde en meegevoerd werd naar de omringende gemeenten. Hierop werd de zeestraat tussen Noord- en Zuid-Langøya met drie scheepswrakken opgevuld, waardoor Langøyene één eiland werd. De verantwoordelijke overheid voor de afvalverwerking vond klachten over stank en vliegenplagen overdreven en verhuurde vanaf 1911 de vakantiehuisjes op het eiland aan zomertoeristen, die schriftelijk dienden te verklaren dat ze op Langøyene geen gezondheidsschade ondervonden hadden.
In 1919 werd een school op het eiland gebouwd; Langøyene kreeg een telefoonlijn, maar geen elektriciteit. Vanaf de jaren twintig werden kroostrijke gezinnen uit de armere stadsbevolking van Oslo het hele jaar door in sociale huisvesting op Langøyene ondergebracht, niettegenstaande de slechte luchtkwaliteit en de overlast door vliegen. In 1934 werd een eerste badstrand op het eiland aangelegd en na de Tweede Wereldoorlog besliste het stadsbestuur van Oslo dat Langøyene zijn voornaamste badplaats moest worden.
Vanaf de vijftiger jaren werd Langøyene tot een vakantie-eiland omgebouwd; de vuilnisbelt werd met zand afgedekt en er verrezen sportterreinen, douches en een openluchttheater op het eiland. Kamperen op Langøyene was vanaf 1952 toegestaan. Op één gezin na verhuisden de sociaal gehuisveste families in 1953 naar het vasteland.
In 2013 begon giftig afval aan de oppervlakte te komen, waardoor Langøyene voor het publiek gesloten moest worden. De definitieve sanering van het eiland begon in 2019 en werd in 2022 voltooid voor een kostprijs van 200 miljoen Noorse kroon.

## Bezienswaardigheden
Het oudste huis op Langøyene is het witte huisje aan het zuidwestelijke strand, dat in 1853-54 gebouwd werd. De aanlegplaats voor de veerboot bevindt zich aan de noordoostelijke zijde van het eiland; hier staat een overdekte wachtplaats voor passagiers. Van noordoost naar zuidwest verloopt een lage grasvlakte over de vroegere zeestraat tussen de beide eilanden, waarop onder andere volleybal gespeeld kan worden. Aan het westelijke uiteinde van het zuidwestelijke strand bevindt zich een kiosk met eten en drinken; deze meet 98 m². De noordelijke en zuidelijke kust van Langøyene is rotsachtig en bebost met naaldbomen. Een kiezelstrand in het zuidoosten is voorbehouden aan naturisten en in het bos in het noordwesten is het toegestaan tenten op te slaan. Aan de haven en aan de kiosk zijn toiletten ingericht. Bij het zuidwestelijke strand liggen twee maalstenen uit een negentiende-eeuwse cementfabriek, die als bloembakken dienstdoen. Kampvuren zijn op Langøyene verboden, maar er mag wel gebarbecued worden.

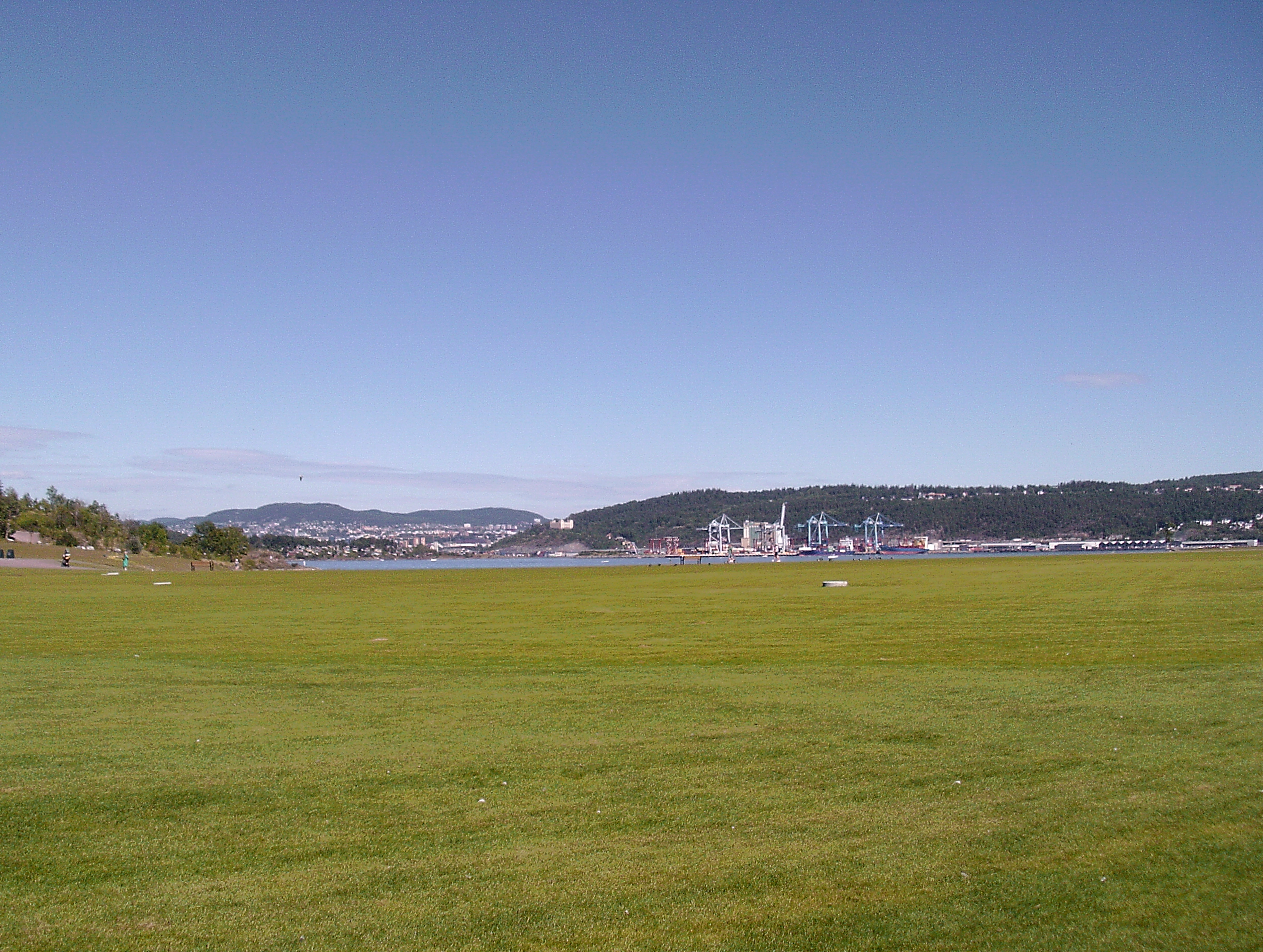
Het centrale grasveld op de vroegere zeestraat
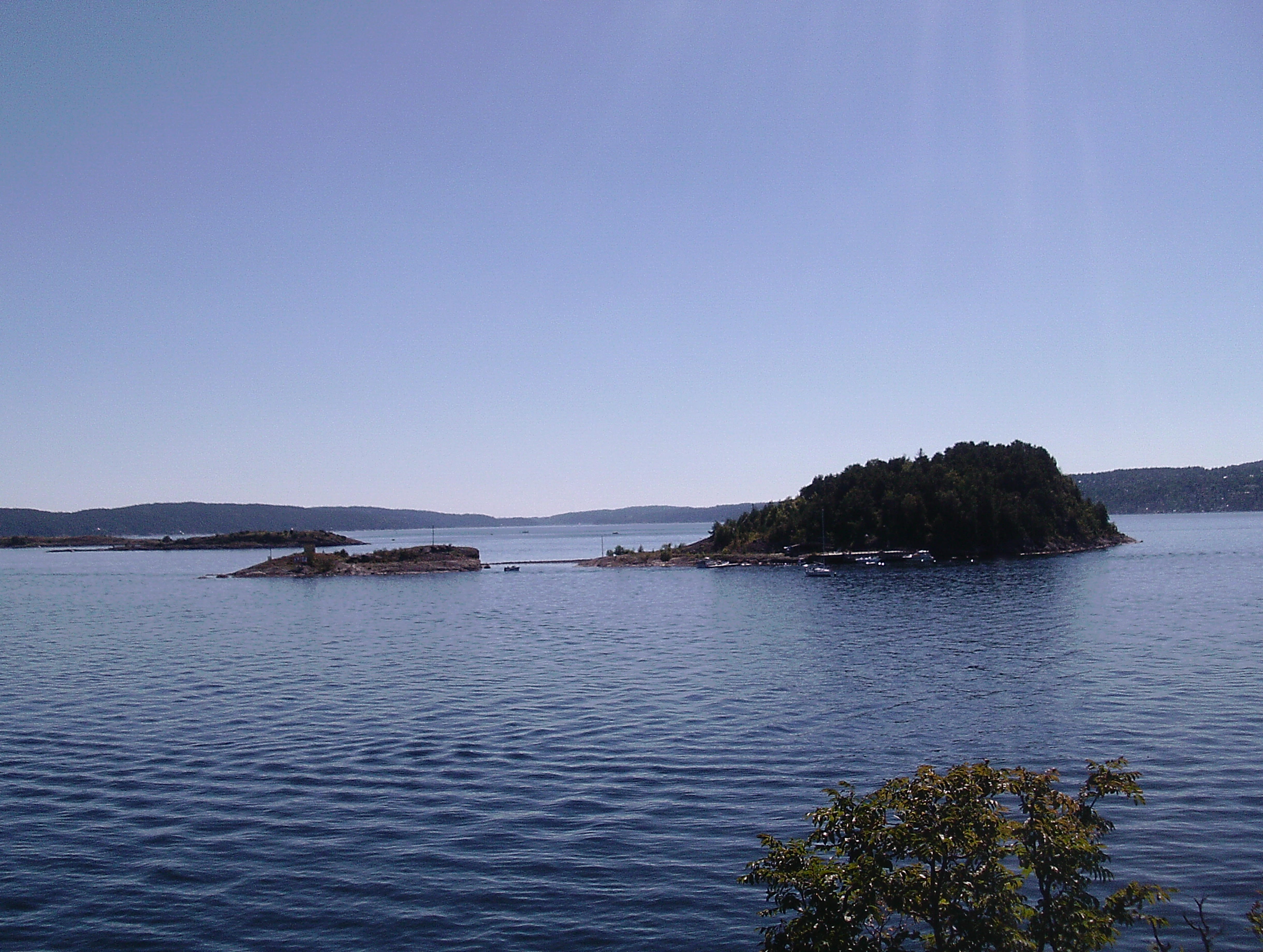
Het natuurreservaat Husbergøya